# Книги крови (фильм)
Книги крови (англ. Books of Blood) — американский фильм ужасов 2020 года режиссёра Брэннона Брага и сценариста Адама Саймона. Основан на рассказах из одноименной серии книг английского писателя Клайва Баркера. Не путать с фильмом 2009 года «Книга крови», экранизацией одноимённого рассказа.

## Сюжет
Преступник убивает антиквара, задолжавшего ему большую сумму денег. Перед смертью тот рассказывает, где найти уникальную «Книгу крови», которую можно выгодно продать. C сообщником они отправляются на поиски. Параллельно зрителям рассказывают о людях, чьи истории записаны в книге.
История первая — Дженна
Дженна это молодая девушка, которая с детства страдает от мизофонии и галлюцинаций. Ее поведение и отказ принимать таблетки раздражает ее мачеху. Дженна случайно подслушивает разговор о том, что ее планируют сдать в клинику без ее согласия, что становится для нее последней каплей: Дженна сбегает в Лос-Анджелес на автобусе. На вокзале и потом в автобусе она замечает слежку за собой, что вынуждает ее выбежать в незнакомом городке. Она резервирует для себя комнату в единственном доступном отеле семейного типа, которым владеет пожилая приятная пара: китаянка Элли и ее муж Сэм Остин. Ее беспокоят звуки из стен, которые она списывает на свои галлюцинации. Хозяева принимают девушку как часть семьи и знакомятся ближе. Элли когда-то работала медсестрой, а сейчас занимается выращиванием растений, пока Сэм нашел себя в работе плотника. Дженна сближается с молодым постояльцем соседней комнаты Гэвином. Ночью девушку беспокоят кошмары и сонный паралич, во время которого, как ей кажется, хозяева похищают Гэвина, а с самой девушки снимают мерки. Утром Гэвин не приходит на встречу в кофейню, но общается с ней по смс. Ночью Дженна начинает слышать странные звуки в комнате и обнаруживает в стене замурованного, но живого человека. На ее крик приходит Элли, у которой оказывается телефон Гэвина. Дженна пытается бежать и обнаруживает множество других тел, скрытых в стенах и под полом дома. Элли успокаивает обездвиженную девушку и рассказывает, что таким образом она сохраняет людей, спасает от несправедливой жизни, и что все здесь находятся добровольно, а первыми ее жертвами стала ее дочь и внуки, которые так же находятся в доме, лишенные органов чувств и под постоянным приемом препаратов. Элли спасает и случайных путников, которые сюда приведены судьбой - так же, как Гэвина, а теперь и саму Дженну. От уколов яда ее спасает прибытие того самого мужчины, что преследовал ее на станции и в автобусе: это мистер Болсом, отец бывшего парня Дженны, который покончил жизнь самоубийством после длительной депрессии (что и стало причиной мизофонии Дженны). Пока Элли и Сэм отвлекаются на убийство гостя, Дженне удается сбежать, спрятавшись в машине Болсома вместе с его телом, которую отгоняет и сбрасывает со скалы Сэм. 
История вторая — Майлз
Вариация на тему титульного рассказа сборника. Рассказ идет в формате частичного флешбека, где доктор Мэри Флоренски зачитывает части книги, которую она написала о своем исследуемом по имени Саймон, рекламируя свой проект. Флоренски занимается разоблачением мошенничеств экстрасенсов и медиумов, так как переживает личную драму: ранее от лейкемии умер ее малолетний сын Майлз, а Саймон утверждает, что умеет общаться с миром мертвых и что послан именно от Майлза. Флоренски проводит исследование, намереваясь разоблачить Саймона, что пытается нажиться на ее горе: но Саймону удается продемонстрировать свои способности, спроецировав на пустые стены множество записей во время короткого затухания света, но на вопросы Флоренски отвечать отказывается, мотивируя это тем, что она еще не готова. Доктор проникается доверием к Саймону и позже готова сотрудничать с ним дальше. Она приглашает его в свой дом, где Саймон продолжает удивлять ее и говорить вещи, которые знал только ее сын. Постепенно между ними возникла сексуальная связь. Флоренски настолько верит Саймону, что убеждает коллег вложиться в фонд его исследования, но тут их отношения ухудшаются. Саймон под действием алкоголя раскрывает ей правду: на самом деле он узнал о Майлзе от бывшего мужа Флоренски и что он не намерен вмешиваться в авантюру с деньгами инвесторов, так как не хочет снова попасть за решетку, ему уже достаточно славы, что он получил. Все было обманом с самого начала, устроенным с привлечением работающего в лаборатории персонала, и теперь никто не поверит Флоренски, что она не была в доле. Именно в этот момент она действительно получает послание от сына, написанное мелом на доске. На утро Флоренски требует от Саймона продолжать. На собрании инвесторов она объявляет о сеансе, который Саймон проведет, и заставляет его подыграть. Она закрывает его в комнате сына, и, так как раньше он говорил, что является тем, кто расскажет истории призраков, те наносят ему свои истории на кожу множеством царапин, покрывающих его тело.
История третья — Бэннет
Эпизод ближе фильму «Книга крови», чем оригинальному рассказу. Преступник Бэннет, убийца из начала фильма, вместе с сообщником Стивом пытаются найти дорогостоящий фолиант. Он находится в одном из заброшенных домов Рэйвенмора (Ravenmore), проклятого района с пугающей репутацией. Здесь сходятся воедино истории всех героев фильма: Бэннет и напарник по пути едва не сбивают Дженну, что как раз вышла из автобуса в своей истории. Их машина глохнет, призрак матери заманивает Стива в заброшенную церковь и вынуждает застрелиться, Бэннет продолжает путешествие в одиночку к дому Флоренски, теперь одетой в историческое платье и поседевшую, и требует у нее книгу. Она показывает ему Саймона, покрытого шрамами историй призраков. Так как его пугают призраки и крысы, Бэннет уходит из ее дома и проходит мимо дома Элли и Сэма как раз в момент, когда Сэм заживо хоронит Гэвина. Его оглушает и убивает Элли (в своей истории на его расчлененный труп во время своего побега наткнется Дженна). Дженна приходит в себя в больнице. По версии следователей, Болсом похитил Дженну чтоб отомстить за смерть своего сына. Дженну отпускают домой. Ее продолжают сводить с ума звуки и окружающая действительность. Мысленно она возвращается в день самоубийства своего парня: Дженна подтолкнула его к самоубийству, говоря о свободе небытия и о послании миру. Она убеждала его, что она тоже прыгнет вместе с ним, что она на другой крыше, в то время как сама не собиралась умирать. Теперь она наконец-то готова освободиться от груза вины. Дженна возвращается к Элли и Сэму, на этот раз добровольно собираясь присоединиться к "саду" Элли и избавиться от несправедливости и боли этого мира. Элли и Сэм помещают ее в подпол к остальным, так же лишив ее слуха, зрения, возможности говорить и обездвижив. Дженна обретает здесь покой и улыбается.

## В ролях
| Актёр           | Роль                     |
| --------------- | ------------------------ |
| Бритт Робертсон | Дженна                   |
| Анна Фрил       | профессор Мэри Флоренски |
| Рафи Гаврон     | медиум Саймон            |
| Юл Васкес       | преступник Бэннет        |

## Производство
Изначально предполагалось, что экранизация станет сериалом, но после он был выпущен в формате полнометражного фильма-альманаха.

Фильм основан не только на идеях оригинальных рассказов, но и новых, которые предложил Баркер: 
Сценарий интенсивностью превосходит оригинальные «Книги крови». Здесь есть отсылки, например, к «Новым убийствам на улице Морг». Но я хотел создать и новые истории о монстрах. Истории […] которые, возможно, даже не пришли бы мне в голову тридцать лет назад. Мир изменился. Он стал более тёмным и страшным. […] Я думаю, если вы надеетесь напугать других, сначала должны испугать себя. 

## Критика
Ещё на этапе производства фильм вызвал настороженные ожидания критиков. После выхода у фильма всего 21 % «свежести» на Rotten Tomatoes и 31 % одобрения среди зрителей. Рейтинг IMDB 5,6 (на основе ~1,5 тыс. оценок). Американский кинокритик Брайан Таллерико отметил несоответствие между оригинальным материалом и киноадаптацией. 
Может показаться несправедливым сравнивать адаптацию с превосходным источником. Однако создатели сами «бросают зрителю перчатку» (Прим. — подразумевается начальный титр, восхищающийся оригинальными книгами). И на протяжении всего фильма не соответствуют собственному стандарту.
Рецензент российского вебзина Darker также отметил, что фильм не представляет собой чего-либо выдающегося, против уже ставшего классикой оригинала:
Это не экранизация как таковая, а фильм по мотивам. Задача, стоявшая перед создателями, и простая и сложная одновременно. Простая, потому что не нужно было скрупулёзно следовать оригиналу и переносить на экран точные копии характеров и событий. В какой-то мере можно было дать волю фантазии и буйству алых красок, которыми пропитано всё творчество писателя. А сложная, так как режиссёру необходимо было наполнить фильм атмосферой и духом баркеровской прозы, придать ему уникальности. И вот здесь Брага не стал рисковать и обошёлся вполне традиционными приёмами. Так что картина ничем существенно не выделяется из плотных рядов прочих хорроров.